# Мей Мюррей
Мей Мюррей (англ. Mae Murray, при народженні Марі Едріен Кеніг (англ. Marie Adrienne Koenig); 10 травня 1885 — 23 березня 1965) — американська акторка театру і кіно, танцюристка, кінопродюсерка та сценаристка. Піонерка кінематографу, зірка кіно 1920-х, що створила власну продюсерську компанію.

## Біографія
Народилася в Нью-Йорку в родині Джозефа і Марі Кеніг, мала французькі і німецькі корені. Мала двох молодших братів. У травні 1896 роки від гострого гастриту, викликаного алоголізмом, помер її батько, і щоб утримувати дітей, мати влаштувалася економкою до знаменитого в той час бізнесмена Гаррі Пейна Вітні.
Свою кар'єру Мюррей початку в 1906 році в якості танцюристки у бродвейських постановках. З 1908 року стала виступати в знаменитих ревю «Шаленості Зігфелда», і до 1915 року домоглася успіху і визнання публіки. У 1916 році дебютувала в кіно, ставши однією з основних зірок студії «Universal Studios» після виходу на екрани комедій «Чудовий маленький диявол» з Рудольфом Валентино в головній ролі, і «Азбука любові». У розпал своєї популярності в першій половині 1920-х років Мюррей створила власну продюсерську компанію, яка знімала фільми на студії «Tiffany Pictures». У той же час вона, поряд з Сесілом Б. ДеМіллєм, Дугласом Фербенксом, Гарольдом Ллойдом, Ірвингом Тальбергом та іншими видатними діячами голлівудської кіноіндустрії, входила до піклувальної ради Фонду кіно і телебачення — благодійної організації, яка надавала допомогу і турботу діячам і діячкам кіно, які мали фінансові труднощі. Останньою великою роботою Мюррей в кіно стала роль в комедії Еріха фон Штрогейма «Весела вдова» в 1925 році.
У 1926 році, через рік після розлучення з режисером Робертом Леонардом, Мюррей одружилася зі спадкоємцем багатої грузинської сім'ї Девідом Мдивани. Мдивани переконав її покинути студію «MGM», на якій в той час вона працювала, через що власник MGM Луїс Барт Маєр образився на неї, і це практично закрило їй шлях в кіно (на пізніші прохання Мюррей про повернення він не погодився). Відмова Маєра означала кінець голлівудської кар'єри Мюррей. До того ж, в настала епоха звукового кіно, і Мюррей, як і багато акторів того часу, не утвердилася, і в 1931 році вона завершила свою кар'єру. У 1933 році розлучилася з Мдивани, взявши на себе сина від шлюбу Корану Девіда.
У 1940-і роки Мюррей періодично виступала в театралізованих постановках в нічному клубі Біллі Роуза в Нью-Йорку. Вона з'являлася на публіці в коротких сукнях з декольте, будучи у старшому віці, чим викликала змішані відгуки аудиторії. Її фінансове становище з роками погіршувався, і решту життя вона провела в злиднях. Посильну допомогу в старості їй надавав Фонд кіно і телебачення, в якому вона сама колись головувала.
В останні роки Мюррей мала проблеми зі здоров'ям. У 1964 служба порятунку виявила її блукаючою Сент-Луїсом, думаючи при, що знаходиться в Нью-Йорку. Пізніше Мюррей переїхала в будинок для літніх акторів кіно і телебачення в Вудленд-Гіллз, де через рік померла від хвороби серця у 79 років. 
Внесок Мей Мюррей в американську кіноіндустрію відзначений зіркою на Голлівудській алеї слави.